# Восточно-тюркский каганат
Восточно-тюркский каганат — государство кочевых древних тюрков. В 603 году произошёл распад Тюркского каганата на Западный и Восточный. Каганат имел общие протяжённые границы с Китаем и вёл частые войны с этим государством, отстаивая свою самостоятельность. Несколько крупных сражений, в которых каганат одержал победы, произошли в конце VII века и в первой половине VIII века.
В 630 году Танская империя захватила Восточный каганат.

## Периодизация
- В 603 году распался Первый Тюркский каганат на Западно-тюркский и Восточно-тюркский каганат.
- В 603 году правителем становится прокитайский каган Жангар Киминь.
- В 608 году умирает Жангар Киминь-каган и титул правителя переходит к Тюрк-шад Шибир-кагану. После чего начинается война с Империей Суй и предпосылки к созданию Империи Тан.
- В 619 году Шибир-кагану был атакован войсками Тайюаня после чего умирает. На престол восходит Кат Иль-каган. Начинается война с Империей Тан.
- В 630 году Восточно-тюркский каганат проигрывает в войне с Империей тан, и последующая ликвидация каганата.
- В 630—644 годах Восточно-тюркский каганат находится в зависимом положении от Империи Тан.
- В 644—647 годах неудачная попытка  восстания и реставрации каганата, ханом Ильчур Кюбэ. Последующая ликвидация каганата.

## История

### Образование каганата
В начале VII века (603 год) Тюркский каганат в результате междоусобных войн и войн со своими соседями распался на Западный и Восточный каганаты.
В 603 году в тылу восстали племена теле. Каган, брошенный всеми был вынужден бежать в Тогон. К власти в каганате пришёл Жангар, правда его не признали на западе, и с того времени единый Тюркский Эль распался на западный и восточный каганаты. Жангар женился на принцессах Иань и Ичжен. Взойдя на престол, Жангар принял титул «Жангар Киминь-каган».
Жангар проводил прокитайскую политику, китайцы щедро вознаграждали его шёлком. Когда к кагану прибыли когурёские послы с предложением заключения антикитайского союза, то он отказался их принимать. Жангар жил среди китайцев в Чанъане, но император Ян-ди создал для него все условия, чтобы он чувствовал себя как дома, и создал для него пастбища. В 608 году Жангар посетил Лоян, каган умер в 608 или в 609 годах. Сын кагана Тюрк-шад стал новым правителем.

### Правление Шибир-кагана
В отличие от предыдущих правителей он не был избран тюркскими аристократами, а был назначен Ян-ди. Тюрк-шад принял тронное имя «Шибир-хан», по обычаю восточных тюрок он женился на жене своего отца Ичжен. Интриги суйских дипломатов привели к тому, что отношения восточных тюрков и китайцев обострились.
В 615 году Шибир-хан прибыл в Империю Суй, и был принят императором Ян-ди. В том же году в Китае поднялось крестьянское восстание против Ян-ди. Его возглавил Ван Сюйба, который назвал себя «Мантянь» и провозгласил создание государства Янь. Вэй Дяоор назвался Лишаньфэй. Восточные тюрки выступили в поход, но принцесса Ичжен предупредила Ян-ди о набеге и сама скрылась в крепости Яньмэнь.
Восточные тюрки присоединились к повстанцам Вэй Дяоора и атаковали Чжао в провинции Хэбэй. Китайцы императора Ян-ди были осаждены тюрками в Яньмэнь в провинции Шаньси. В 616 году Шибир-хан вторгся в провинцию Маи. Тогда гун Тан Ли Юань и губернатор Ван Жэньгун создали летучий кавалерийский отряд, который оказал сопротивление тюркам. В 617 году против власти Империи Суй восстало 200 региональных наместников, Империя Суй находилась в агонии.

### Основание Империи Тан
В 617 или 618 году Империя Суй была сменена династией Тан. Империю Тан возглавил Ли Юань, выходец из китаизированного табгачского рода. Он принял тронное имя «Гаоцзу» и заключил мир с тюрками. Губернаторы и чиновники Се Цзюй, Доу Цзяньдэ, Ван Шичун, Лю Учжоу, Лян Шиду, Ли Гуй, Гао Кайдао стали вассалами Тюрк-шад Шибир-кагана, при условии сохранении земель. Власти восточных тюрок подчинились шивэй, кидани, Гаочан и Тогон.
В 618 году Гаоцзу предложил восточным тюркам союз, а каган это рассматривал как временную меру, и в 619 году осуществил набег, идя навстречу войскам Лю Учжоу и Лян Шиду. Каган умер во время осады Тайюани.
Гаоцзу отправил новому кагану 30 тысяч лян шёлка в виде подарка. Новым тюркским каганом стали Чуло-хан Силиг-бег-шад (Ашина Силифушэ). Став каганом, он взял в жёны принцессу Ичжен. Чуло-хан попытался наладить связь с правителем Цзинчэнгуана Ван Шичуном. Танский же губернатор Лучжоу разграбил тюркский караван. Тюрки же приняли у себя беглых представителей династии Суй и их чиновников. Ян Чжаодао получил от кагана титул ван. Брат кагана Бури-шад соединился с Лю Учжоу и занял Бинчжоу. Однако Чуло-хан вскоре заболел и умер в 620 году.

### Правление Кат Иль-кагана и война с империей Тан
Престол занял младший брат Чуло-хана Кат Иль-хан Багадур-шад, который был известен китайцам как «Сели-кэхань». Став правителем, Кат Иль-хан перенёс свою ставку в горы Хангая. Се Цзюй поднял восстание в Пинляне против табгачей. Чжан Чансунь правитель Вуюаня передался тюркам. Юэшэ Шэ осадил Линчжоу.
Кат Иль-хан женился на принцессе Ичжен, а сын Шибир-хана Шибоби стал «Толис-ханом», то есть правителем восточной части Восточно Тюркского каганата. Летом 621 года состоялся тюркский набег на Яньмэнь, но местный китайский наместник отбил набег. Китайский император арестовал тюркских послов Жэхая и Ашидэ-тегина.
Кат Иль-хан атаковал Дайчжоу и Шаньси и китайские войска во главе с Сяо Цзи были разбиты. Восточные тюрки разграбили Хэдун и вышли к Яньчжоу. В начале 622 года Кат Иль-хан вернулся в степь. Тюркские послы были освобождены за выкуп.
На китайском пограничье Даэнь был разбит восточными тюрками. Каган атаковал Синчжоу, а Лю Хэйда атаковал Линчжоу. Однако восточные тюрки были разбиты китайским генералом Ли Гаоцинем.
Каган собрал войско и осадил Яньмэнь, Фэчжоу, Бинчжоу и Лучжоу. Пять тысяч тюркских всадников были направлены в набег на Юаньчжоу и Линчжоу. Восточные тюрки взяли крепость Дачжэньгунь, но, услышав о приближении значительных китайских войск, отступили.
В 623 году война велась в переменным успехом и была набеговой. В 624 году восточные тюрки осаждали Бинчжоу, при Бинчжоу состоялось масштабное сражение. Тюрки Кат Иль-хана и Толис-хана добились преимущества и Ли Шиминь был вынужден пойти на мир. Период 624 и 625 гг. был временем перемирия.
В 625 году восточные тюрки атаковали Шаньси и одержали победу при Синьчене. Далее они продвинулись к Лучжоу и Циньчжоу, в битве при Гуанву китайцы разбили восточных тюрок. Тюрки же двинулись к Юаньчжоу, опустошая земли на своём пути.
В 626 году восточные тюрки осадили Юаньчжоу, Линчжоу, Лянчжоу. Ли Цзин вынудил восточных тюрок отступить от Линчжоу, а Чай Чжао разбил тюрок при Циньчжоу. Сам Кат Иль-хан осадил Гаолин. Однако Гин Дэюй разбил тюркский отряд у Цзиняна и пленил Сыгиня Умучо. После этого тюрки начали переговоры, и тюркский посол Чжили Сыли прибыл в Чанъань. ]Ли Шиминь вынудил восточных тюрок на заключение мира.
В 627 году против восточных тюрок восстали племена байырку, сеяньто и уйгуров. Толис-хан Шибоби был разбит восставшими. Как наказание Кат Иль-хан арестовал его, однако Толис-хан смог сбежать и поднял киданей на восстание против восточных тюрок в 628 году. Против тюрок выступили также китайцы Ли Цзина и Дао Цзуна. Многие степные племена отвернулись от Кат Иль-хана.

### Потеря независимости под властью империи Тан
Ли Цзин в 630 году догнал его у гор Уянлин. Тюркский старейшина Кансуми выдал Ли Шиминю Ян Чжэндао, а Чжан Баохан взял в плен Кат Иль-хана. Восточные тюрки сложили оружие, а пленного кагана доставили в дворец Чанъань. Китайские советники предлагали Ли Шиминю устроить геноцид восточных тюрок, но тот отказался это сделать.
В период с 630 по 634 гг. Кат Иль-хан находился под арестом в Тайпу. Там он пребывал в депрессии, пока не умер в 634 году. Толис-хан Шибоби также попал в плен и умер в Китае в 631 году. Его сын Толис-хан Хэлоху возглавил после его смерти восточный аймак и был лоялен китайцам. Против китайской власти поднял восстание Гэшэшуай, однако оно было подавлено.
После смерти Толис-хана Хэлолу главным над восточными тюрками был поставлен Сылиби-хан Сымо или по-иному Ашина Сымо. Ашина Сымо был сыном Дуло Шэ. В 639 году Ли Шиминь провозгласил его каганом, правда, тогда это уже стал пустой титул.
В 641 – 644 гг. Ашина Сымо воевал против восставших племён сеяньто. В 644 году Ашина Сымо принял участие в войне империи Тан против корейского царства Когурё. Ашина Сымо на территории Маньчжурии был ранен отправленной стрелой и вскоре умер в Чанъане.

### Попытка реставрации каганата
Преемником Ашина Сымо стал Ильчур Кюбэ-хан он же Ашина Хубо. Он сам провозгласил себя каганом, откочевав в горы на Алтае и привлекши на свою сторону племена сеяньто. Он покорил племена карлуков и енисейских кыргызов.
В 647 году он отправил послом Шаболо Дэлэ, Чжиби Дэлэ убил отправленного против восточных тюрков генерала Хань Хуа, а второй китайский генерал Ань Тьхяочжэ также умер. Ли Шиминь приказал Гао Кханю подчинить восточных тюрков.
Тюркские старейшины Кэллунишукюй Сылифа и Чумугунь Мохэду Сыгинь сразу сдались. Ашина Хубо бежал в горы Алтая, но был схвачен китайцами и отправлен в Чанъань.

## Экономика
У древних тюрков имелась высокоразвитая железная металлургия. Жили они в войлочных юртах или деревянных наземных жилищах, построенных по пазовой технике или в виде срубов.

## Правители
Независимые каганы Восточно Тюркского каганата
| Имя                     | Годы Правления | Тюркское Тронное Имя | Тюркское Личное Имя | Китайское Тронное Имя                                 | Китайское личное Имя                                                | Титулы                                | Примечания |
| ----------------------- | -------------- | -------------------- | ------------------- | ----------------------------------------------------- | ------------------------------------------------------------------- | ------------------------------------- | --- |
| Жангар Киминь-каган     | 603-608        | Киминь-каган         | Жангар              | кит. упр. 启民可汗, пиньинь qiminkehan — Циминькэхань | кит. упр. 阿史那染干, пиньинь ashina rangan — Ашина Жаньгань        | Толис-хан — Хан восточного крыла      | Иличжень-дэу Кижинь-хан — устаревшее китайское, также Тули-кэхань, Киминь-кэхань, Кижинь-кэхань, Ильбирды — "Державу отдал… " |
| Шибир-хан Тюрк-шад      | 608-619        | Шибир-хан            | Тюрк-шад            | кит. упр. 始畢可汗, пиньинь shibikehan — Шибикэхань   | кит. упр. 阿史那咄吉(世), пиньинь ashina duojishi — Ашина Доцзи(ши) | нет                                   | Шибир-хан — Хан Сибири; Тюрк-шад — Тюркский князь в своём улусе.                                                              |
| Чуло-хан Силиг-бег-шад  | 619-620        | Чуло-хан             | Силиг-бег-шад       | кит. упр. 處羅可汗, пиньинь chuluokehan — Чулокэхань  | кит. упр. 阿史那俟利弗設, пиньинь ashina silifushe — Ашина Силифушэ | Джигит-шад — молодец-князь (прозвище) | Чуло — каменная пустыня, Силиг-бег-шад — «Красивый бег-князь» — титул.                                                        |
| Кат Иль-хан Багадур-шад | 620-630        | Кат Иль-хан          | Багадур-шад         | кит. упр. 頡利可汗, пиньинь xielikehan -Селикэхань    | кит. упр. 阿史那咄苾, пиньинь ashina duobi — Ашина Доби             | Тугбир — давший знамя(?)              | Кат Иль-хан — жестокий хан державы, Багадур-шад — богатырь князь.                                                             |

Марионеточные каганы Империи Тан
- Толис-хан Хэлоху (631—639)
- Иминишусыликэхань (639—644)

Попытка реставрации
- Ильчур Кюбэ-хан (644—649)